# ميروت
ميروت (بالهندية: मेरठ، بالأردية: میرٹھ)، مدينة هندية واقعة في ولاية أوتار براديش. وهي مدينة قديمة من المستوطنات التي يعود تاريخها إلى حضارة وادي نهر السند القديمة. وتقع المدينة على بعد 70 كم (43 ميل) إلى الشمال الشرقي من العاصمة دلهي، و 453 كم (281 ميل) شمال غرب عاصمة الولاية لكناو. وتعد المدينة ثاني أكبر مدينة في منطقة العاصمة الوطنية للهند (أكبرها مدينة دلهي)، وفي المرتبة 16 ضمن أكبر المنطقة الحضرية، والمرتبة رقم 25 ضمن أكبر مدن الهند. وتحتل المرتبة 292 عام 2006 و 242 في عام 2010 في قائمة أكبر المدن والمناطق الحضرية في العالم.

## أعلام
- أشوك كومار
- فهميدة رياض
- والتر تورنر
- رافي كومار
- عبد العليم صديق